# Kangala
Kangala ist sowohl eine Gemeinde (französisch commune rurale) als auch ein dasselbe Gebiet umfassendes Departement im westafrikanischen Staat Burkina Faso, in der Region Hauts-Bassins und der Provinz Kénédougou. Die Gemeinde hat 23.058 Einwohner.